# Фауна (митология)
Фауна (на латински: Fauna) в древноримската митология е богиня с няколко имена:
- Бона Деа (Bona Dea), една от богините-майки;
- Марика (Marica), съпруга на Фаунус, майка на Латин
- Опс (Ops), богиня на жътвата и плодородието от сабински произход
- Тера (Terra), богиня на Земята.

Фауна е съпруга или сестра на бог Фаунус. Фауна е майка на Латините в Стар Лацио (Latium Vetus).